# Gerra (insecto)
Gerra es un  género de lepidópteros perteneciente a la familia Noctuidae. Es originario de Norteamérica.

## Especies
- Gerra aelia Druce, 1889
- Gerra brephos Draudt, 1919
- Gerra lunata Köhler, 1936
- Gerra pulchra Draudt, 1919
- Gerra radicalis Walker, 1865
- Gerra sevorsa Grote, 1882
- Gerra sophocles Dyar, 1912